# Cúige Uladh
Ulster, (irski: Cúige Uladh) je jedna od četiri tradicionalne irske pokrajine.Ovaj izraz se često upotrebljava i kao sinonim za Sjevernu Irsku iako Sjeverna Irska pokriva samo dvije trećine Ulstera. Prostire se na području od 24.481 km², a prema popisu iz 2006. godine provincija je imala 1.993.918 stanovnika. Najveći grad je Belfast u kojem živi četvrtina od ukupnog broja stanovnika.
Ulster se sastoji od devet okruga. Od toga šest okruga (Antrim, Armagh, Down, Fermanagh, Londonderry/Derry i Tyrone) tvore Sjevernu Irsku, odnosno ostala su u sastavu Ujedinjenog Kraljevstva nakon Englesko-irskog sporazuma iz 1921. Ostala tri okruga (Cavan, Monaghan i Donegal) ulaze u sastav Republike Irske. Približno polovina stanovništva Ulstera živi u okruzima Antrim i Down.
Granica između dva dijela provincije je ustanovljena 1925. godine. Kada je Irska 1949. postala republika, britanski je parlament potvrdio status Sjeverne Irske kao dijela Ujedinjenog Kraljevstva. Ipak, Republika Irska je i dalje izražavala pretenzije za ujedinjenjem svih devet okruga, a 1955. godine Irska republikanska armija je započela niz terorističkih akcija koje su imale za cilj spajanje dva dijela Ulstera. Stanovnici su Sjeverne Irske na referendumu iz 1973. potvrdili da žele ostati u sastavu Velike Britanije, iako je većina katolika bojkotirala ovaj referendum. Godine 1985. formirano je tzv. Irsko vijeće koje je imalo za cilj konačni prekid građanskog rata, a 31. kolovoza 1994. IRA je objavila bezuvjetnni prekid vatre.